# Espresso (canción)
«Espresso» es una canción interpretada por la cantautora estadounidense Sabrina Carpenter. Fue lanzado el 11 de abril de 2024 a través de Island Records, como el sencillo principal de su sexto álbum de estudio, Short n' Sweet. Carpenter escribió la canción junto con Amy Allen, Steph Jones y Julian Bunetta, y este último se encargó de la producción. Al día siguiente se lanzó un video musical de «Espresso» dirigido por Dave Meyers. Para apoyar su lanzamiento, interpretó la canción en el Festival de Coachella 2024. 
La canción se convirtió en un éxito comercial. Alcanzó la posición número cuatro en el Billboard Hot 100, posicionándose como su primer sencillo en ingresar a las diez primeras posiciones de la lista. También obtuvo su primer sencillo entre los diez primeros lugares en la lista Billboard Global 200 y su primer número uno en Global Excl. US. A su vez encabezó las listas de éxitos en Australia, Irlanda, Singapur, Emiratos Árabes Unidos y Reino Unido. En otros lugares, se ubicó entre los 10 primeros en Canadá, Croacia, Dinamarca, Islandia, Letonia, Lituania, Luxemburgo, Malasia, Nueva Zelanda, Noruega, Filipinas, Arabia Saudita, Suecia y Suiza.

## Antecedentes
El 16 de enero de 2024, Sabrina Carpenter fue confirmada como parte del festival estadounidense Coachella. Ella adelantó una nueva canción, antes de su actuación en el festival, a través de carteles que decían: «Ella te hará venir... ¡a su set de Coachella!». Finalmente, anunció el lanzamiento de «Espresso» en sus redes sociales el 8 de abril de 2024, junto con su fecha de lanzamiento y portada. Ella subtituló la publicación con: «Sólo quería sacar una pequeña canción antes de Coachella». Island Records lanzó el sencillo mediante transmisión y descarga digital, mientras que Polydor Records lo lanzó en formatos de vinilo y casete.

## Composición
En una entrevista con Zane Lowe en Apple Music 1, confirmó que escribió la canción en Francia en un «proceso muy rápido» y eso inspiró «cómo terminó sintiéndose la canción». La letra de la canción trata sobre la confianza en uno mismo. En declaraciones a la revista Vogue, afirmó que la canción trata sobre «ver la feminidad como tu superpoder y abrazar la confianza de ser 'esa perra'». Los periodistas musicales describieron el género de la canción como pop, con elementos de synth pop, disco y funk.
La línea recurrente «That's that me, espresso» («Ese soy yo, espresso») fue ampliamente criticada y humorizada por su incorrección gramatical debido a la inclusión de un «that» («eso») adicional que los críticos consideraron redundante.

## Recepción de la crítica
«Espresso» recibió elogios de la crítica. Vulture destacó el gancho pegadizo de la canción, refiriéndose a ella como un «gusano instantáneo», al tiempo que aprecia su enfoque lírico «caprichoso». Uproxx elogió sus letras «divertidas» y el «ritmo contagioso» de la canción, y describió «Espresso» como una «canción divertida y alegre que demuestra el crecimiento de Carpenter como compositora». De manera similar, Rolling Stone elogió el «ritmo irresistible» y la letra «inteligente» de la canción, enfatizando el estilo distintivo de Carpenter para contar historias.

## Desempeño comercial
En Estados Unidos, «Espresso» debutó en el número siete en la lista Billboard Hot 100 durante la semana del 27 de abril de 2024, lo que marcó su primera canción dentro de los 10 primeros puestos, así como su debut más alto en dicha lista hasta la fecha. En la semana del 11 de mayo de 2024, la canción había alcanzado un nuevo pico en el número cuatro. Este logro también representa la cuarta entrada de Carpenter en el Hot 100 y el segundo top 40 en general. Además, «Espresso» es su octava entrada en la lista Mainstream Top 40 de Billboard. Además, la canción debutó en el número diez de la lista Billboard Global 200, convirtiéndose en su primer top 10 y la cuarta entrada general en esa lista.
En el Reino Unido, «Espresso» debutó en el número seis del UK Singles Chart antes de subir al número cinco en su segunda semana y alcanzar la cima de la lista en su tercera semana. La canción es el primer éxito de Carpenter en las listas de Reino Unido y su primera canción en el top 10 de ese país. Es su segundo éxito entre los 20 primeros lugares del UK Singles Chart, ya que su sencillo anterior, «Flower», alcanzó el puesto 19 en la lista. La canción pasó un mes consecutivo en la cima de la lista.
En Irlanda, la canción debutó en el número cuatro del Irish Singles Chart y luego subió al número tres la semana siguiente. El sencillo encabezó la lista de singles irlandeses en su tercera semana, convirtiéndose en su primer número uno en las listas de Irlanda y su primera canción entre los diez primeros lugares allí.
En Australia, la canción alcanzó la cima del ARIA Charts. En Canadá, la canción alcanzó el puesto número cuatro en el Canadian Hot 100, convirtiéndose en su primer éxito entre los diez primeros puestos de la lista. En Brasil, la canción debutó en el puesto 70 del Brasil Hot 100.

## Video musical
El 12 de abril de 2024, un día después del lanzamiento de la canción, se lanzó un vídeo musical. El video fue dirigido por Dave Meyers. Sobre el video, Carpenter expresó: «Desde el día que escuché la canción, vi una atmósfera de playa, y más específicamente este tipo de ambiente de la vieja escuela [y] moderno. [Quería capturar] la alegría que me gusta usar en todo momento. Para ser franco, en todos mis videos también quería un vagón para piscina».

## Presentaciones en vivo
Carpenter interpretó «Espresso» en vivo por primera vez en el Festival de Coachella 2024, celebrado el 12 de abril. El 18 de mayo, interpretó la canción en Saturday Night Live.

## Listado de pistas
- 7 pulgadas[21]/ casete[22]

1. «Espresso»
2. «Espresso» (On Vacation)

- EP digital[23]

1. «Espresso» - 2:55
2. «Espresso» (Double Shot) - 2:29
3. «Espresso» (On Vacation) - 2:55
4. «Espresso» (Decaf) - 3:14
5. «Espresso» (Mochapella) - 2:55
6. «Espresso» (Espressooooo) - 4:55

## Créditos y personal
- Sabrina Carpenter - voz principal, composición
- Julian Bunetta – bajo, batería, guitarra, teclados, percusión, producción, composición, mezcla, programación, ingeniería
- Amy Allen - coros, composición
- Steph Jones - coros, composición
- Nathan Dantzler – masterización
- Jeff Gunnell – mezcla, ingeniería
- Harrison Tate – asistencia de masterización

## Posicionamiento en listas
| Lista (2024)                              | Mejor posición |
| ----------------------------------------- | -------------- |
| Alemania (Offizielle Deutsche Charts)     | 4              |
| Argentina (Argentina Hot 100)             | 25             |
| Australia (ARIA)                          | 1              |
| Austria (Ö3 Austria Top 40)               | 5              |
| Bélgica (Flandes) (Ultratop 50)           | 1              |
| Bélgica (Valonia) (Ultratop 50)           | 1              |
| Brasil (Brasil Hot 100)                   | 3              |
| Bulgaria (PROPHON)                        | 6              |
| Canadá (Canadian Hot 100)                 | 3              |
| Canadá (CHR/Top 40)                       | 2              |
| Canadá (Hot AC)                           | 1              |
| CIS (TopHit Airplay)                      | 2              |
| Croatia Songs (Billboard)                 | 1              |
| Croacia (HRT)                             | 1              |
| República Checa (Singles Digitál Top 100) | 10             |
| Dinamarca (Tracklisten)                   | 3              |
| Estonia (TopHit)                          | 6              |
| Finlandia (OFC)                           | 1              |
| Francia (SNEP)                            | 2              |
| Global 200 (Billboard)                    | 1              |
| Grecia (IFPI)                             | 1              |
| Hong Kong Songs (Billboard)               | 1              |
| Hungría (Single Top 40)                   | 1              |
| Islandia (Plötutíðindi)                   | 5              |
| India International (IMI)                 | 1              |
| Indonesia (Billboard)                     | 1              |
| Irlanda (IRMA)                            | 1              |
| Italia (FIMI)                             | 1              |
| Japan Hot Overseas (Billboard Japan)      | 1              |
| Letonia (LAIPA)                           | 4              |
| Latvia Airplay (TopHit)                   | 1              |
| Líbano (Lebanese Top 20)                  | 9              |
| Lituania (AGATA)                          | 2              |
| Luxemburgo (Billboard)                    | 1              |
| Malaysia Songs (Billboard)                | 1              |
| Malaysia International (RIM)              | 2              |
| MENA (IFPI)                               | 1              |
| Países Bajos (Dutch Top 40)               | 1              |
| Países Bajos (Mega Single Top 100)        | 1              |
| Nueva Zelanda (Recorded Music NZ)         | 1              |
| Nigeria (TurnTable Top 100)               | 1              |
| Noruega (VG-lista)                        | 2              |
| Perú (Billboard)                          | 2              |
| Philippines Songs (Billboard)             | 3              |
| Polonia (Polish Airplay Top 100)          | 1              |
| Polonia (Polish Streaming Top 100)        | 2              |
| Portugal (AFP)                            | 4              |
| Rumania (Radio Romania Top 50)            | 2              |
| Romania Airplay (TopHit)                  | 3              |
| Arabia Saudita (IFPI)                     | 1              |
| Singapur (RIAS)                           | 1              |
| Eslovaquia (Singles Digitál Top 100)      | 11             |
| Sudáfrica (Billboard)                     | 7              |
| Corea del Sur (Circle)                    | 5              |
| España (Top 100 Canciones)                | 1              |
| Suecia (Sverigetopplistan)                | 1              |
| Suiza (Schweizer Hitparade)               | 2              |
| Taiwán (Billboard)                        | 1              |
| Emiratos Árabes Unidos (IFPI)             | 1              |
| Reino Unido (UK Singles Chart)            | 1              |
| Estados Unidos (Billboard Hot 100)        | 3              |
| Estados Unidos (Adult Top 40)             | 2              |
| Estados Unidos (Dance/Mix Show Airplay)   | 1              |
| Estados Unidos (Mainstream Top 40)        | 1              |
| Venezuela (Venezuela Anglo)               | 3              |

## Historial de lanzamientos
| Región      | Fecha               | Formato(s)           | Etiqueta         | Ref.          |
| ----------- | ------------------- | -------------------- | ---------------- | ------------- |
| Varios      | 11 de abril de 2024 |                      | Island           | [ 89 ]        |
| Italia      | 2 de mayo de 2024   | Airplay              | Universal        | [ 90 ]        |
| Reino Unido | 16 de mayo de 2024  | CD sencillo          | Polydor          | [ 91 ]        |
| Varios      | 17 de mayo de 2024  |                      | Isla             | [ 23 ]        |
| Reino Unido | 7 de junio de 2024  |                      | Polydor          | [ 21 ] [ 22 ] |
| Canadá      | 7 de junio de 2024  | simple de 7 pulgadas | Universal Canada | [ 92 ]        |